# The Ingrate (film 1913 Nestor)
The Ingrate è un cortometraggio muto del 1913 prodotto dalla Nestor. Il nome del regista non viene riportato nei credit. Non va confuso con The Ingrate, un cortometraggio prodotto nello stesso anno dalla Majestic Motion Picture Company e uscito in luglio.

## Trama
Bess è fidanzata con Bill, ma tutta la sua famiglia, padre, fratello e cognata, la sconsigliano di restare con Bill perché lui, ormai, è un alcolizzato. John, il fratello, vuole andare nel West a cercare l'oro e Bill gli si aggrega dopo aver giurato di smettere di bere. I due vanno via. Passano i mesi e da loro non giunge alcuna notizia.
I due giovani si trovano nel deserto quando il loro mulo va via dal campo. John decide di andare a cercarlo e Bill, rimasto solo, prende tutto l'oro e se ne va, non trovando la borraccia d'acqua che John, prima di andare via, ha nascosto. Quando John torna, trova il campo deserto: l'oro è sparito, ma l'acqua c'è ancora. Intanto, a casa, il vecchio padre vede arrivare il mulo da solo: si fa prestare un cavallo da un amico e si mette alla ricerca dei ragazzi. Trova il campo con John ancora vivo. I due vanno quindi alla ricerca di Bill che però non ce l'ha fatta. Tra le mani ha un biglietto: nella prima pagina c'è scritto: Dio abbia pietà di me per quello che ho fatto, nella seconda Dite a Bess che il mio ultimo pensiero è stato per lei, Bill. Padre e figlio recuperano l'oro e, tornati a casa, mostrano a Bess la lettera di Bill, ma facendole vedere solo il secondo foglio.

## Produzione
Il film fu prodotto dalla Nestor Film Company.

## Distribuzione
Distribuito dall'Universal Film Manufacturing Company, il film - un cortometraggio di una bobina - uscì nelle sale cinematografiche USA il 2 maggio 1913.